# 南亩镇
南亩镇，是中华人民共和国广东省南雄市下辖的一个乡镇级行政单位。

## 行政区划
南亩镇下辖以下地区：
南亩社区、长洞村、水塘村、中寺村、岭下村、中岭村、水尾村、芙蓉村、鱼鲜村、南亩村、樟屋村和官田村。